# Péricope

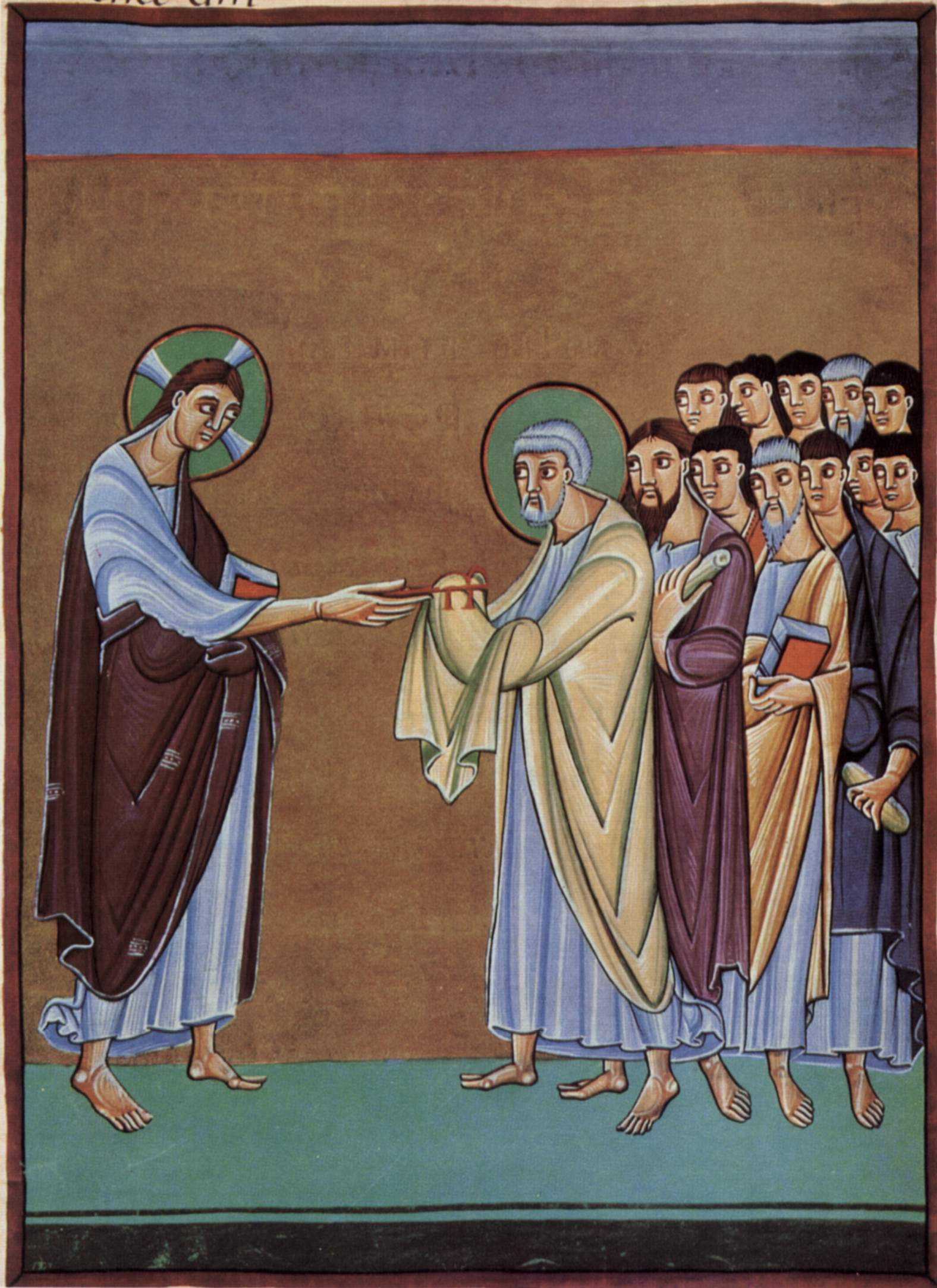
Livre des péricopes d'Henri II, saint Pierre recevant les clés.

Une péricope est un bref extrait textuel,
qui, principalement dans l'exégèse et la liturgie d'une des religions abrahamiques, fait l'objet d'une lecture publique ou de commentaires écrits.
Cette extraction peut être motivée par la longueur du texte complet, ou le sens spécifique de l'extrait.

## Christianisme
La péricope est l'unité de base des lectionnaires liturgiques et de textes commentés comme certaines bibles glosées et chaînes exégétiques.
Les procopes font l'objet des lectures bibliques; les évangéliaires, les épistoliers et les lectionnaires en sont des recueils.
Dans l'usage du clergé catholique français, le mot péricope ne s'applique pas aux lectures patristiques ou hagiographiques de la liturgie, mais uniquement aux textes bibliques, généralement évangéliques, qui précèdent les homélies lues à l'office des vigiles ou matines à la fin des nocturnes, ainsi qu'aux autres lectures de l'Ancien et du Nouveau Testament.

## Islam
Dans le contexte de l'éxégèse coranique, on appelle péricope une unité textuelle formée d'un ou plusieurs versets d'une sourate
,.
Les péricopes peuvent être des récits, des commentaires de textes religieux, ou même de textes absents du Coran,.

## Quelques péricopes connues
- Jésus et la femme adultère (Pericope Adulterae)
- Livre des péricopes d'Henri II
- Péricopes de Salzbourg

### Articles liés
- Parasha
- Parasha de la semaine
- Exemplum